# Poljice (Lukavac)
Pour les articles homonymes, voir Poljice.
Poljice (en cyrillique : Пољице) est une localité de Bosnie-Herzégovine. Elle est située dans la municipalité de Lukavac, dans le canton de Tuzla et dans la fédération de Bosnie-et-Herzégovine. Selon les premiers résultats du recensement bosnien de 2013, elle compte 4 460 habitants.

## Géographie
La localité est située sur la rive méridionale du lac de Modrac.

## Démographie

### Évolution historique de la population
| 1948 | 1953 | 1961  | 1971  | 1981  | 1991  | 2013  |
| ---- | ---- | ----- | ----- | ----- | ----- | ----- |
| -    | -    | 3 099 | 3 887 | 4 044 | 4 216 | 4 460 |

|  |

### Communauté locale
En 1991, Poljice était constitué de deux communautés locales : Poljice Donje et Poljice Gornje.
Poljice Donje comptait 1 294 habitants, répartis de la manière suivante :
Poljice Gornje comptait 2 922 habitants, répartis de la manière suivante :